# Brachynervus kulingensis
Brachynervus kulingensis är en stekelart som beskrevs av He och Chen 1994. Brachynervus kulingensis ingår i släktet Brachynervus och familjen brokparasitsteklar. Inga underarter finns listade.